# Barbu Constantinescu
Barbu Constantinescu (Ploiești, c. 1839-Bucarest, 1891) fue un profesor y escritor rumano.

## Biografía
Nacido en Ploiești en 1837 o 1839, fue director de estudios del asilo Elena Doamna y de la Escuela para la educación del pueblo rumano, además de profesor de la Facultad de Teología y del Instituto Matei Basarab y director de la Escuela Normal. Fue fundador de la primera escuela Froebel en Rumanía. Publicó Limba şi literatura tziganilor (1878), además de numerosos libros didácticos, entre ellos: Confesiunea ortodoxă a credinţel bisericet catolice şi apostolice a resăritului (1872), Abecedarul românesc (1874-1879), Istoria antică şi biografii (1890), Istoria sacră a noului testameni (1890), Carte românească de citire (1890), Noul abecedar românesc (1891) y Carte de citire (1891). Falleció en Bucarest en noviembre de 1891.